# Sogndalsfjøra
Sogndalsfjøra è un villaggio della Norvegia, situato nella municipalità di Sogndal, nella contea di Vestland.